# Derbi en Epsom
Derbi en Epsom, (en francés, Le Derby d'Epsom), (1821) es una pintura romántica de Théodore Géricault. Se trata de un óleo sobre lienzo que mide 92 centímetros de alto por 123 cm de ancho. Actualmente se conserva en el Museo del Louvre de París, Francia.
Théodore Géricault era un apasionado de los caballos. Aquí representa la carrera o Derby de Epsom, que está considerado aún hoy en día como una de las más prestigiosas carreras de caballos del mundo. Tiene lugar esta carrera todos los años, en el primer fin de semana de junio en el hipódromo de Epsom Downs, Surrey, Inglaterra. Este derbi está documentado por primera vez en el año 1661. Se originó como una celebración después de la primera carrera de los Epsom Oaks en 1779. Edward Smith-Stanley, 12.º Conde de Derby (cuya yegua Bridget había ganado la carrera) y Sir Charles Bunbury echaron una moneda al aire y acordaron que la carrera llevaría el nombre de quien lo ganara. Géricault realizó este cuadro sólo dos años más tarde de La balsa de la Medusa, estando en Inglaterra. En una ocasión, Géricault estaba viendo una carrera cuando cayó una fuerte tormenta, y ese ambiente eléctrico y tormentoso es lo que ha querido reflejar aquí.
Esta obra tuvo una notable influencia en los impresionistas. Toda la atención se fija en los caballos, mientras que las franjas superior (el cielo) e inferior (la hierba) son meras manchas de color que pasan rápidamente, intensificando de esta manera la sensación de velocidad.
Llama la atención por su falta de realismo. En efecto, los caballos parecen flotar en el aire. Como si se tratara de una danza estilizada, los caballos son todos representados en el tiempo de suspensión de su galope.
Por el contrario, y eso se ha descubierto posteriormente a la fecha de este cuadro, y gracias a las fotografías, los caballos no tienen jamás al mismo tiempo las cuatro patas tensas. Por este detalle se dice que no es un cuadro realista, a pesar del meticuloso cuidado que prestó Géricault al dibujo.
Utiliza Géricault colores fuertes. El intenso verde de la hierba brilla fantasmagórico, contrastando con la penumbra del cielo cargado de tormenta.